# بالادين النفوس
بالادين النفوس هي رواية فنتازيا للكاتبة لويس ماكماستر بوجولد،فازت الرواية بجائزة هوغو لأفضل رواية لعام 2004.